# Järle län
Järle län, även kallat Nora och Linde län, senare officiellt Nora län, är ett tidigare län i Bergslagen. Länet omfattade "Nora, Linde, Finnmarken och Grythyttan i Värmland".
Man beslutade att bilda Järle län på ett möte i riksrådet den 16 augusti 1641. Länet bildades genom att bryta ut Nora, Grythyttan (med Hällefors), Linde, Ramsberg, Ljusnarsberg, Skinnskatteberg från Örebro län, Odensvi och Malma fjärdingar från Västmanlands län, och Filipstads stad och Filipstads socken, Karlskoga socken, Varnums skogsbergslag och Kropps bruk från Värmlands län.
Avsikten var att Järle län skulle bli ett av fyra "bergståthållardömen". Tanken var att genom att inrätta dessa län eller ståthållardömen, så skulle man underlätta för den viktiga bergshanteringen.
Den lilla orten Järle fick stadsrättigheter och utnämndes till residensstad i detta nya län. En kanal skulle anläggas till Järle från Hjälmaren. Trots hot och löften flyttade inte människor till Järle. Istället blev Nora residensstad år 1642. Samtidigt bytte man namn på länet till Nora län. År 1648 uppgick Nora län i Örebro län.

## Landshövdingar
- Karl Bonde 1641–1644
- Krister Bonde 1644–1648